# Neivamyrmex diana
Neivamyrmex diana es una especie de hormiga guerrera del género Neivamyrmex, subfamilia Dorylinae. Esta especie fue descrita científicamente por Forel en 1912.